# Cianciana
Cianciana – miejscowość i gmina we Włoszech, w regionie Sycylia, w prowincji Agrigento.
Według danych na styczeń 2010 gminę zamieszkiwało 3598 osób przy gęstości zaludnienia 96,4 os./1 km².